# Dryade Publishing
Видавництво «Dryade Publishing» (укр. Дріада Паблішинг) — українське видавництво, засноване у 2022 році. «Dryade Publishing» спеціалізується на езотеричній літературі.

## Мета видавництва
Видавництво поставило перед собою мету зробити якісну літературу для саморозвитку та духовного росту доступною для українського читача. Основними критеріями для видавництва являються цінність, авторитетність та якість літературних джерел, щоб надати читачам продукт найвищої якості. В найближчий час на полицях видавництва з'являться якісні переклади експертів та практиків різних традицій з усього світу українською мовою.
Головні вектори інтересу видавництва – це окультизм, магія, езотерика, гностицизм, психологія, онтологія, священні тексти, символізм, герметизм, алхімія, філософія. Основними критеріями є цінність, авторитетність та якість літературних джерел, щоб запропонувати читачам лише найкращі видання.

## Історія
Видавництво «Dryade Publishing» було засноване 14 липня 2022 року.
Книги видавництва:
1. «Таро оригінал 1909» експертки з Таро Саші Ґрехем.
2. «Робота та Зцілення з Таро Світлого Провидця» Кріс-Енн Донеллі.
3. «Астрологічна Магія Десяти Планет» Анни Симбалайн.
4. «Книга Драконіанських Ритуалів» Асенат Мейсон 
5. Щоденник Таро від команди видавництва. 
6. «На Темній Стороні Рун: Утарк, Адульруна та Готична Кабала» доктора філософії Томаса Карлссона.
7. Рунічний Щоденник від команди видавництва. 
8. "Темні Ночі Душі: посібник, як знайти свій шлях через життєві випробування" доктора філософії Томаса Мура 
9. "Основи Астрології" (в двох томах) Алістера Кроулі та Еванджелін Адамс 